# كيس أكيربوم جونيور
كيس أكيربوم جونيور (بالهولندية: Kees Akerboom jr.) مواليد 20 ديسمبر 1983 في سينت ميخيليسخيستل، هولندا، هو لاعب كرة سلة هولندي سابق. بدأ مسيرته الاحترافية في سنة 2001. لعب مع نادي دين بوش لكرة السلة في الدوري الهولندي لكرة السلة. حمل الرقم 12. كما لعب مع فريق سيرتوخيمبوس.

## الإنجازات

### النادي
نادي دين بوش لكرة السلة
- الدوري الهولندي لكرة السلة: 2006–07، 2011–12، 2014–15
- 2012–13
- كأس السوبر الهولندية لكرة السلة: 2013

## روابط خارجية
- كيس أكيربوم جونيور على موقع الاتحاد الدولي لكرة السلة (الإنجليزية)
- كيس أكيربوم جونيور على موقع الدوري الأوروبي لكرة السلة (الإنجليزية)
- كيس أكيربوم جونيور على موقع كرة السلة الأوروبية.كوم (الإنجليزية)
- كيس أكيربوم جونيور على موقع ريلجم (الإنجليزية)
- كيس أكيربوم جونيور على موقع بروبوليرز (الإنجليزية)
- كيس أكيربوم جونيور على موقع سبورتس رفرنس (الإنجليزية)